# Christoph Ulrich von Burgsdorff
Christoph Ulrich von Burgsdorff († 10. Oktober 1667 in Magdeburg) war ein deutscher Domherr in Magdeburg und seit 1661 Inhaber des verpfändeten Amtes Voigtstedt.

## Leben
Christoph Ulrich von Burgsdorff entstammte dem alten brandenburgischen Adelsgeschlecht von Burgsdorff. Sein Großvater hieß wie er Christoph Ulrich von Burgsdorff und war anfangs kaiserlicher Truchsess und später kaiserlicher Hofrat. Sein Vater war Hans Christoph von Burgsdorff und Regierungsrat und Gouverneur in Halberstadt. Er bemühte sich bereits frühzeitig darum, dass sein Sohn eine Stelle beim Domkapitel Magdeburg erhielt, was ihm auch gelang. Ferner wurde er Propst der Kollegiatkirche St. Pauli in Magdeburg.
Von seinem Bruder, dem Obristwachtmeister Johann George von Burgsdorff, erhielt er am 9. Mai 1661 das von den Grafen von Mansfeld verpfändete Amt Voigtstedt, das unter Sequatrationsverwaltung des Kurfürstentums Sachsen stand.
Graf Johann Georg von Mansfeld traf sich mit Christoph Ulrich von Burgsdorff am 26. November 1663 in Mansfeld. Er behielt sich die Erbgerechtigkeit und erneuerte die Verpfändung für die Summe von 36.000 Gulden und eine Dauer von zehn Jahren. Als Zubehör des Amtes Voigtstedt werden benannt die Dörfer Voigtstedt, Schönfeld, Katharinenrieth und Nikolausrieth.

## Familie
Verheiratet war Christoph Ulrich von Burgsdorf mit Anna Katharina von Burgsdorff geborene von Stedern (* 6. Oktober 1624 in Hameln; † 28. Juni 1702 in Voigtstedt). Aus der Ehe ging als gemeinsamer Sohn Christoph Ludolph von Burgsdorff (* 1653; † 27. November 1720 in Naumburg) hervor. Letzterer starb als Domdechant im Hochstift Naumburg. An ihn erinnert ein großes Epitaph im südlichen Hauptportal des Naumburger Doms, welches im 19. Jahrhundert aus dem Kircheninneren nach dort versetzt wurde.